# Alex Dias (futebolista)
Alex Dias de Almeida (Rio Brilhante, 26 de maio de 1972) é um ex-futebolista brasileiro que atuava como atacante.
Conhecido como "Atacante Pantaneiro", teve passagens por clubes como Remo, Goiás, Saint-Étienne, Paris Saint-Germain, Vasco da Gama, São Paulo, Fluminense, dentre outros. Artilheiro nos times em que passou, tinha como característica a velocidade e os dribles rápidos. Foi o vice-artilheiro do Campeonato Brasileiro de 2004, com 22 gols.

## Carreira

### Início em Rio Brilhante
Nascido em Rio Brilhante, Mato Grosso do Sul, Alex Dias começou a jogar futebol aos sete anos, no Águia Negra, clube de sua cidade. Alex de família humilde, teve muitas dificuldades no início. Até treinar era complicado, devido aos poucos recursos que o clube tinha. Ainda com sete anos, perdeu a irmã, que tinha apenas quatro. Junto com seus pais, Vilmar Nunes e Seila Maria Dias de Souza, passaram pôr momentos complicados.
Jogou no Águia Negra até os 16 anos, quando veio tentar a sorte em Campo Grande e começou a jogar no Comercial. Durante dois anos, quando teve que servir o exército, Alex deu uma parada no futebol profissional, e atuou somente no quartel. O jogador, então, passaria pôr mais um drama: seu pai viria a falecer. Alex, apesar de abalado, nunca pensou em desistir, pois queria dar uma melhor condição de vida a sua mãe.

### Remo, Boavista e Goiás
Então com 19 anos, ganhou uma grande chance; Elenílton, um amigo que gostava do seu futebol, o convidou para ir a Belém, jogar no Remo. Alex foi e atuou por lá durante três anos como profissional. O jogador visitava sua mãe, Seila, apenas nas férias de fim de ano, mas sempre se telefonavam. A distância aumentaria quando o atacante foi contratado pelo Boavista, de Portugal. A passagem pelos Axadrezados foi rápida; menos de um ano depois, Alex Dias voltou para o Brasil e acertou com o Goiás, por onde ficaria quatro anos.

### Saint-Étienne e Paris Saint-Germain
Quando surgiu a oportunidade de voltar para o futebol europeu, o atacante aceitou uma proposta do Saint-Étienne, da França, em 1999.
Alex Dias passou momentos complicados devido à cultura francesa; além da sua mãe mandar comida brasileira, o jogador teve que fazer aulas de francês. Apesar do início difícil, lá formou pela primeira vez uma dupla com o compatriota Aloísio. Em seguida começou a poder receber as visitas da mãe e passou quase cinco anos na França, atuando também por um ano no Paris Saint Germain (novamente ao lado do amigo Aloísio).

### A volta ao Brasil
Aos 30 anos, retornou ao Brasil em 2003, sendo contratado pelo Cruzeiro. Mesmo atuando pouco e sendo reserva, fez parte da equipe que conquistou o Campeonato Brasileiro.
Em 2004, Alex Dias ou também como era chamado "Alex Pantaneiro" estourou, jogando mais uma vez pelo Goiás. Foi vice-artilheiro do Brasileirão, com 22 gols, o que lhe rendeu, uma transferência para o Vasco da Gama, do Rio de Janeiro.

### Vasco da Gama
No Cruzmaltino, o jogador fez dupla de ataque com nada menos que Romário, e teve seu nome gritado no Maracanã. Já em 2005, marcou 19 gols no Campeonato Brasileiro.
Alex Dias era o grande favorito para finalmente terminar na artilharia daquele ano, mas uma lesão acabou afastando o jogador até o final do competição. Mesmo tendo se contundido e perdido muitas partidas, o jogador ficou a três gols da artilharia, que foi de Romário, com 22 gols. No final do ano, por conta de salário atrasados e uma proposta do São Paulo, o atacante teve uma saída conturbada e deixou a equipe do dirigente Eurico Miranda.

### São Paulo
Alex foi contratado pelo São Paulo em fevereiro de 2006. O jogador entrou com uma ação para poder se transferir, devido a desentendimentos quanto ao recebimento de atrasados; contudo, a justiça deu ganho de causa ao Vasco da Gama. Sendo assim, o caso acabou sendo solucionado com a transferência de Alex Dias para o Tricolor Paulista, clube pelo qual o atacante declarou ser torcedor.
No entanto, sua passagem foi marcada por altos e baixos, com o jogador relegado ao time reserva e chegando a ser apenas a quinta opção para o ataque. Apesar da reserva, sagrou-se campeão do Campeonato Brasileiro.

### Fluminense
Sem espaço no São Paulo, Alex Dias acertou com o Fluminense em dezembro de 2006. O jogador chegou a ter boas atuações no ano de 2007, recuperando a boa fase dos tempos de Vasco. No dia 30 de junho, o experiente atacante marcou um gol histórico. No clássico contra o Botafogo, Alex Dias abriu o placar aos 27 minutos do primeiro tempo, após driblar o goleiro Júlio César e balançar as redes no ângulo. Era o primeiro gol da história do Estádio Olímpico João Havelange, popularmente batizado como Engenhão. Pelo feito, Alex foi presenteado com o Troféu Valdir Pereira, uma homenagem a Didi, autor do primeiro gol do Maracanã.
Apesar de ter sido um dos dois artilheiros do clube carioca na conquista da Copa do Brasil, deixou o Tricolor das Laranjeiras desprestigiado pelo técnico Renato Gaúcho.

### Goiás
Em 2008, foi a mais badalada contração do Goiás do técnico Caio Júnior. Ainda assim, não correspondeu ao esperado e teve seu contrato rescindido antes do fim da temporada.

### CRAC
Alex Dias foi contratado e apresentado pela equipe do CRAC dia 8 de janeiro, para fazer parte do elenco que disputou o Campeonato Goiano de 2009.

### Mixto
Em seguida passou pelo Mixto, do Mato Grosso, para a disputa da Série C.

### Vila Nova
Após deixar o Mixto, acertou com o Vila Nova em agosto de 2009, chegando para atuar na Série B.

### Pelotas
Jogou pelo Pelotas na disputa do Campeonato Gaúcho de 2010.

### America-RJ
Em 19 de junho de 2010, foi anunciado como novo reforço do America-RJ. Porém, em novembro, após o clube ser eliminado da Copa Rio, o atacante foi dispensado.

### Aparecidense-GO
Aos 38 anos, foi anunciado como novo reforço do Aparecidense-GO no dia 8 de dezembro de 2011.

### Fernandópolis
Em março de 2015, aos 42 anos, assinou pelo Fernandópolis, onde jogou a quarta divisão do Campeonato Paulista.

## Títulos
Remo
- Campeonato Paraense: 1993 e 1994

Goiás
- Campeonato Goiano: 1996, 1997, 1998 e 1999

Cruzeiro
- Campeonato Brasileiro: 2003

São Paulo
- Campeonato Brasileiro: 2006

Fluminense
- Copa do Brasil: 2007

### Prêmios individuais
- Seleção do Campeonato Carioca: 2005[8]